# William O’Brien (Politiker, 1918)
William O’Brien (* 6. März 1918 in Patrickswell, County Limerick; † 5. November 1994) war ein irischer Politiker der Fine Gael.

## Leben
O’Brien war zunächst Angestellter des staatlichen Verkehrsunternehmens Córas Iompair Éireann (CIÉ).
Seine politische Laufbahn begann er 1969, als er als Kandidat der Fine Gael erstmals zum Mitglied in den Senat (Seanad Éireann) gewählt wurde und in diesem bis 1977 die Interessengruppe der Arbeiterschaft vertrat. Seine Kandidaturen für das Unterhaus (Dáil Éireann) 1969 und 1973 waren dagegen erfolglos.
Anschließend erfolgte 1977 dann doch seine Wahl zum Abgeordneten (Teachta Dála) in das Unterhaus. Diesem gehörte er nach mehreren Wiederwahlen zehn Jahre als Vertreter des Wahlkreises Limerick West an. 1987 verzichtete er auf eine erneute Kandidatur und schied aus dem Unterhaus aus.